# Toxicodendron yunnanense
Toxicodendron yunnanense är en sumakväxtart som beskrevs av Cheng Yih Wu. Toxicodendron yunnanense ingår i släktet Toxicodendron och familjen sumakväxter. Utöver nominatformen finns också underarten T. y. longipaniculatum.